# 证明过去教经
《证明过去教经》，摩尼教的七部大经之一。这部经书在《仪略》中音译为“钵迦摩帝夜部”，音译自叙利亚文中的希腊文借词，意义是“专题论文”或“传奇”。

## 经名考释
有学者认为这个词的意思是“专题论文”，但塔迪厄认为这个词在此并没有专题论文的意思。从亚里士多德以降的希腊语汇中，这个词确实表示专题论文，但对于摩尼而言，这个词恢复了更古老的荷马时代的含义。这个词有可能表示的是“传奇”（prgamatria）。
| 《克弗莱亚》148；《布道书25》 | 《赞美诗》46-47；139-40 | 《克弗莱亚》5 | 《布道书》94 | 《摩尼光佛教法仪略》           |
| ----------------------------- | ----------------------- | ------------- | ------------ | ------------------------------ |
| Pragmateia                    | Pragmateia              | Pragmateia    | Pragmateia   | 钵迦摩帝夜（希臘文：Pragmateia） |

## 经文内容
这部经文的内容尚未发现。根据其在史料中的记载和吐鲁番摩尼教文书残片的转述，这部经文有可能论述的是人类过去的历史。此经在宋代明教的记述中亦被提及，称之为《证明经》，当为《证明过去教经》的简称。“明教之人所念經文，及繪佛像，號曰《訖思經》、《證明經》、《太子下生經》、《父母經》、《圖經》、《文緣經》、《七時偈》、《日光偈》、《月光偈》、《平文策》、《漢讚策》、《證明讃》、《廣大懺》、《妙水佛幀》、《先意佛幀》、《夷數佛幀》、《善惡幀》、《太子幀》、《四天王幀》。已上等經佛號，即于釋經藏並無明文該載，皆是妄誕妖怪之言，多引爾時明尊之事，與道釋經文不同。至於字音又難辨認，委是狂妄之人，偽造言辭，誑愚惑衆，上僭天王太子之號。”